# Tabarin di lusso
Tabarin di lusso (Champagne) è un film muto del 1928 diretto da Alfred Hitchcock.

## Trama
Un magnate americano che ha fatto la sua fortuna con lo champagne, ha una figlia ribelle, Betty. Sfogliando il giornale viene a sapere che sta usando il suo aereo per volare, naturalmente contro il volere paterno, dal ragazzo di cui è innamorata, Jean, che si trova a bordo di un transatlantico diretto in Francia. L'arrivo della intraprendente fanciulla sulla nave è un vero e proprio evento: tutti i passeggeri corrono a godersi lo spettacolo. Betty è accolta come un'eroina. Cena sola perché il giovanotto soffre di mal di mare ed è raggiunta al tavolo da un cortese uomo maturo. Riceve poi un telegramma dal padre che definisce il suo innamorato "uno sceicco da strapazzo cacciatore di dote". Per tutta risposta Betty informa Jean di essersi accordata col capitano della nave perché li sposi ma Jean non vuole approfittare della situazione e non acconsente.
La nave attracca a Cherbourg e l'espresso li conduce a Parigi. Sono raggiunti anche dal padre di Betty che annuncia una notizia drammatica: la fortuna di famiglia è stata spazzata via da un crollo della Borsa. Jean si allontana dopo aver saputo della perdita della loro fortuna e il padre vede in questo la prova che il ragazzo è solo attratto dal denaro. Betty decide di vendere i suoi gioielli, ma viene derubata lungo la strada. Ora è povera e vive col padre in un piccolo appartamento malandato. Si adatta a rassettare la casa e a cucinare. Malgrado la buona volontà non è un'abile cuoca e a sua insaputa il padre va a mangiare in un ristorante costoso. Il fidanzato ricompare e le chiede di andare con lui ma Betty pensa che suo padre è in difficoltà e non vuole lasciarlo. Quando lui obietta che è pronto a provvedere anche al padre lei ha un sussulto di orgoglio e dichiara di preferire lavorare e guadagnarsi da vivere.
Cerca lavoro presso un ristorante e le viene assegnato il compito di distribuire garofani ai gentiluomini in abito da sera: è un primo ruolo che intuisce preceda quello più impegnativo e pericoloso di entraîneuse, nel quale vede impegnate le altre ragazze che il direttore ha assunto. L'uomo maturo, già incontrato sulla nave, è fra i clienti del locale e invita Betty al suo tavolo. Lei è a disagio ed è sollevata quando arriva il suo fidanzato. Il misterioso uomo li lascia soli dopo averle consegnato un biglietto in cui la invita ai rivolgersi a lui in caso di bisogno. Jean disapprova il lavoro di Betty e lei arrabbiata danza selvaggiamente per provocarlo. Raggiunge il locale anche il padre, indignato per il lavoro "indecoroso" della figlia. Confessa infine che ha mentito sulla perdita della loro fortuna per darle una lezione.
Betty è adirata col padre e con il fidanzato. Si reca dall'uomo misterioso per avere un aiuto ma lui la informa che mancano poche ore alla sua partenza per l'America. Ella non esita a pregarlo di portarla con lui. Imbarcatasi, si spaventa perché si ritrova chiusa a chiave nella cabina e immagina il peggio sulle intenzioni del gentiluomo. Jean in automobile arriva al porto e si imbarca sulla nave. Si precipita nella cabina di Betty che lo accoglie dandogli una botta in testa con l'asta metallica del portasciugamani, immaginando di doversi difendere dalle avances dell'altro. Càpitano di sorpresa pure il padre e l'enigmatico gentiluomo. E finalmente tutto si chiarisce: il miliardario mostra il telegramma che aveva inviato all'amico in viaggio sul transatlantico chiedendogli di sorvegliare e proteggere la figlia. Ormai caduti i pregiudizi su Jean il genitore decide di accettare la relazione fra i due giovani e rinuncia a frapporre altri ostacoli.

## Produzione
Il film fu prodotto da John Maxwell per la British International Pictures; fu distribuito da Wardour.

### Soggetto
Donald Spoto racconta che nel febbraio del 1928 Walter Mycroft irruppe nell'ufficio di Hitchcock dicendo che lo champagne piaceva a tutti, anche naturalmente al regista, e dunque si sarebbe potuto farci un film.

### Sceneggiatura
Messosi a tavolino Hitchcock prova a scrivere una storia che a causa dei continui cambiamenti impostigli trova "raffazzonata" "scritta man mano" e dunque assolutamente insoddisfacente.

### Cast
A Mycroft interessava soprattutto che la sceneggiatura valorizzasse il ruolo della protagonista femminile per lanciare un'attrice brillante della British International Pictures, Betty Balfour.

### Riprese
Le riprese, negli studi di Elstree, si svolsero nella primavera - estate del 1928.

### Prima
La prima a Londra si ebbe il 9 agosto 1928.

## Accoglienza
La critica dell'epoca lo accolse tiepidamente e con parecchie riserve. La rivista Close Up del marzo 1929 lo definì "una coppa di champagne lasciata tutta la notte sotto la pioggia" 

### Critica
"È probabilmente il più brutto film che io abbia mai fatto" dichiara Hitchcock a Truffaut nella celebre intervista fiume rilasciatagli.
Il regista si manifesta molto severo con sé stesso come tutte le volte che deve girare film su soggetti che non lo convincono.
"Una commedia spassosa ma deludente, e che segna un momento di stasi nella produzione dell'autore" è il giudizio di Rohmer e Chabrol.

### Tecnica cinematografica
Stimolante è la sequenza iniziale in cui "il viaggio di un transatlantico è sconvolto dall'arrivo della protagonista in idrovolante, fra l'eccitazione e lo scompiglio generale".
Nelle cucine del ristorante preparano un piatto che tutti toccano con le mani sporche e poi lo si rivede solennemente presentato al cliente come una raffinatezza. È lo stesso Hitchcock a ricordare la scena in cui un ubriaco barcolla quando la nave è stabile e cammina invece dritto quando tutti sono sbilanciati dal rollio e dal beccheggio.
Ancora Taylor e anche Bruzzone-Caprara segnalano come "immagine di degradazione eternata in un fotogramma" la scena in cui Betty si reca, in mezzo alla gente da tabarin, nell'agenzia di collocamento e mentre sta parlando con l'impiegato, un "esaminatore" che controlla le gambe delle ragazze da assumere le alza, da dietro, la gonna con la punta della scarpa destra.
Nel film ci sono anche invenzioni tecniche: ad esempio le inquadrature attraverso il bicchiere di champagne (per le quali il regista usò bicchieri più grandi del normale), le soggettive di Jean che trasmettono allo spettatore gli effetti del mal di mare.
Hitchcock affina le tecniche per costruire il "tempo cinematografico": usa l'ellissi narrativa (il biglietto da visita del misterioso gentiluomo si trasforma nel suo campanello di casa, la coperta sbattuta diventa una tovaglia nell'altra sequenza in cui Betty si improvvisa massaia) oppure la dilatazione del tempo, per cui l'intensità di un'emozione fa durare pochi istanti un'eternità (la sequenza in cui Betty teme un'aggressione da parte dell'uomo misterioso).

### Umorismo
Truffaut trova che nel film ci sono molte gag che ricordano le scene di commedia dei film di Griffith.
Il critico cinematografico Gian Piero Brunetta commenta: "In Champagne il personaggio di Betty, figlia libera e viziata di un miliardario, oltre a fare per tutto il film costantemente le spese dell'ironia del regista (il volto sfigurato dalla polvere quando viene fatta scendere dall'aereo sulla nave, il vento che le solleva i vestiti, il suo inciampare, ecc) è un tipico personaggio da commedia americana".